# I'm Holdin' on to Love (to Save My Life)
«I'm Holdin' on to Love (to Save My Life)» es una canción escrita y producida por la cantante canadiense Shania Twain y Robert John "Mutt" Lange para su multiplatino álbum de estudio  Come on Over. Se lanzó como duodécimo y final single en las estaciones de radio Country en julio del 2000.
A diferencia de los anteriores singles lanzados por Twain, a este se le dio la mínima promoción y ni siquiera se lanzó un vídeo para promocionar el sencillo y aun así logró alcanzar el top 20 en la lista de canciones Country en Estados Unidos.
Twain ha interpretó la canción en el Come On Over Tour (1998 - 1999) y en un medley en el Up! tour (2003 - 2004)

## Versiones de Audio
- Versión Original (versión Country)  (3:30)
- Versión Internacional(3:30)
- Pop Mix (3:44)
- Directo desde Dallas (3:27)
- Directo desde Up! Close and Personal (3:24)

## Recepción
La canción debutó en el Billboard Hot Country Singles & Tracks la semana del 8 de julio de 2000 en el número 66. El sencillo se mantuvo en la lista por 21 semanas y poco a poco llegó a su posición máxima el 11 de noviembre de dicho año en el número 17 y se mantuvo ahí durante dos semanas.
| Listas                                          | Posiciones |
| ----------------------------------------------- | ---------- |
| Canadá RPM Country Singles                      | 4          |
| E.E.UU Billboard Hot Country Singles & Tracks   | 17         |
| EE. UU Billboard Bubbling Under Hot 100 Singles | 2*         |

*Equivalente al 102 en Billboard Hot 100